# Sokolia skala
Sokolia skala je přírodní rezervace v oblasti Slovenský kras.
Nachází se v katastrálním území obce Silická Jablonica v okrese Rožňava v Košickém kraji. Území bylo vyhlášeno či novelizováno v roce 1981 na rozloze 11,69 ha. Ochranné pásmo nebylo stanoveno.